# Cabera unicolorata
Cabera unicolorata là một loài bướm đêm trong họ Geometridae.